# Lepidonotothen mizops
Lepidonotothen mizops és una espècie de peix pertanyent a la família dels nototènids.

## Descripció
- Pot arribar a fer 15 cm de llargària màxima.
- El cos presenta dues sèries de taques negroses, irregulars i grosses, les quals conflueixen parcialment.
- 4-5 espines i 34-37 radis tous a l'aleta dorsal i 33-35 radis tous a l'anal.
- Galtes amb dues línies fosques i obliqües.[3][4]

## Hàbitat
És un peix d'aigua marina, bentopelàgic i de clima polar (46°S-53°S) que viu entre 20 i 220 m de fondària.

## Distribució geogràfica
Es troba a l'oceà Antàrtic: les illes Kerguelen, Heard, del Príncep Eduard i Crozet.

## Observacions
És inofensiu per als humans.